# Urtica platyphylla
Urtica platyphylla är en nässelväxtart som beskrevs av Hugh Algernon Weddell. Urtica platyphylla ingår i släktet nässlor, och familjen nässelväxter. Inga underarter finns listade i Catalogue of Life.